# Laudetia portoricensis
Espèce
Synonymes
- Phrurolithus portoricensis Petrunkevitch, 1930

Laudetia portoricensis est une espèce d'araignées aranéomorphes de la famille des Liocranidae.

## Distribution
Cette espèce est endémique de Porto Rico.

## Étymologie
Son nom d'espèce, composé de portoric[o] et du suffixe latin -ensis, « qui vit dans, qui habite », lui a été donné en référence au lieu de sa découverte, Porto Rico.

## Publication originale
- Petrunkevitch, 1930  : The spiders of Porto Rico. Part three. Transactions of the Connecticut Academy of Arts and Sciences, vol. 31, p. 1-191.